# Edgar Battle
Pour les articles homonymes, voir Battle.
Edgar Battle «Puddinghead» né le 3 octobre 1907 à Atlanta, mort le 6 février 1977 à New York est un trompettiste, arrangeur et compositeur de jazz américain.

## Carrière
Il joue de la trompette à huit ans et débute en 1921 avec Neal Montgomery. Il joue dans l'orchestre d'Eddie Heywood Jr, est engagé en 1928 par Andy Kirk et en 1931 par Blanche Calloway la sœur de Cab Calloway. Il joue avec Benny Carter en 1934, Willie Bryant en 1935. En 1936 il présente à Broadway un numéro de revue George White's Scandals.
En 1937 après avoir dirigé peu de temps un orchestre il écrit de nombreux arrangements pour Cab Calloway, Earl Hines, Count Basie, Jack Teagarden, Louis Prima. Pendant la guerre il est électricien à New York puis dans les années 1960 il fonde une maison de disques Cosmopolitan Records.